# ああ、夜が明ける
「ああ、夜が明ける」（ああ、よがあける）は、Berryz工房の27枚目のシングル。2011年8月10日にアップフロントワークス（PICCOLO TOWNレーベル）から発売された。

## 概要
初回限定盤A・B・Cと通常盤の4形態での発売。初回限定盤A・BはCD＋DVD、初回限定盤Cと通常盤はCDのみ。初回限定盤A・B・Cにはイベント抽選シリアルナンバーカード封入。
ミュージック・ビデオは、群馬県吾妻郡高山村にある大理石村ロックハート城で撮影された。
センターは菅谷梨沙子。メインボーカルは菅谷梨沙子、夏焼雅、嗣永桃子、熊井友理奈。

## 収録曲
全作詞・作曲：つんく
1. ああ、夜が明ける [4:25]
編曲：平田祥一郎
2. 大人にはなりたくない 早く大人になりたい [4:08]
編曲：鈴木俊介
3. ああ、夜が明ける (Instrumental) [4:25]

### 初回限定盤A付属DVD
1. ああ、夜が明ける (Dance Shot Ver.)

### 初回限定盤B付属DVD
1. ああ、夜が明ける (Close-up Ver.)

## 参加ミュージシャン
ああ、夜が明ける
- プログラミング：平田祥一郎
- コーラス：CHINO

大人にはなりたくない 早く大人になりたい
- プログラミング&ギター：鈴木俊介
- コーラス：清水佐紀